# Picket Piece
Picket Piece – wieś w Anglii, w Hampshire. Leży 3,1 km od miasta Andover, 19,7 km od miasta Winchester i 99,5 km od Londynu. W 2015 miejscowość liczyła 827 mieszkańców.